# Zasada równowagi kompetencyjnej
Zasada równowagi kompetencyjnej – zasada występująca w prawie wspólnotowym Unii Europejskiej, która mówi, że:
- instytucje Unii Europejskiej postępują w ramach obowiązków i uprawnień nadanych im przez Traktat ustanawiający Wspólnotę Europejską (TWE),
- każdy ze wspólnotowych organów administracji podejmuje działania wyłącznie w ramach swoich kompetencji,
- żadna z instytucji wspólnotowych nie może zastąpić innej w wykonywaniu powierzonych jej kompetencji,
- żadna z instytucji wspólnotowych nie może pozbawiać kompetencji innej instytucji.